# Estádio Municipal Roberto Santos
O Estádio Municipal Roberto Santos é um estádio de futebol do município de Rio Real (Bahia). Tem com capacidade para 7 800 espectadores.